# Балбай, Догуш
Догуш Балбай (тур. Doğuş Balbay; род. 21 января 1989 года, Стамбул, Турция) — турецкий профессиональный баскетболист, в настоящее время выступает за «Анадолу Эфес» на позиции разыгрывающего защитника. Балбай два сезона выступал за Фенербахче, в 2006 году переехал в США, где год проучился в академии Брюстера, а после четыре года — в Техасском университете в Остине. После трёх сезонов в составе университетской команды «Техас Лонгхорнс» Балбай выставлял свою кандидатуру на драфт НБА 2011 года, но не был выбран. Он также выступал за мужскую баскетбольную сборную Турции, с которой выступал на чемпионате Европы 2013 года.

## Ранние годы
Догуш Балбай родился в семье Митхата и Шукран Балбай. В детстве он любил играть в футбол, лишь в 11 лет он с подачи старшей сестры Дерии увлёкся баскетболом. Благодаря отличным скоростным качествам Балбай вскоре вырос в неплохого баскетболиста и попал в один из сильнейших турецких клубов «Фенербахче». После двух лет в команде Балбай переехал в США, где поступил в академию Брюстера в Вулфборо (Нью-Гемпшир), имеющую статус подготовительной школы и сильную баскетбольную программу. Там Балбай провёл один год, играя за школьную баскетбольную команду под руководством Джейсона Смита. Команда академии выиграла 29 матчей при 6 проигранных и дошла до финала чемпионата Новой Англии среди подготовительных школ. Балбай в среднем за игру набирал 13,5 очков и делал 7,5 передач.

## Техасский университет
В мае 2007 года Балбай написал письмо о намерении поступить в Техасский университет в Остине. Тренер университетской команды «Техас Лонгхорнс» Рик Барнс назвал Балбая ценным приобретением для команды, отметил его умение защищаться на периметре, выполнять функции плеймейкера и бросать издали. 4 октября 2007 года, незадолго до начала нового студенческого сезона, на тренировке Балбай серьёзно травмировал правое колено. 30 октября ему была сделана операция. Он был готов вернуться в строй 1 марта 2008 года, однако к этому времени NCAA наложила на него дисквалификацию, поскольку был скомпрометирован его статус спортсмена-любителя — обнаружилось, что в сезонах 2004/2005 и 2005/2006 Балбай провёл 11 матчей за «Фенербахче». Срок дисквалификации был установлен в 11 матчей студенческого первенства. Балбай пропустил оставшиеся 10 матчей сезона 2007/2008 и один матч следующего сезона.
В следующие три сезона Балбай сыграл за «Техас Лонгхорнс» 97 матчей, из них 71 начинал в стартовой пятёрке. Он не отличался особой результативностью, в последнем сезоне набирал всего 4,1 очка в среднем за игру, но отлично действовал при игре в обороне. В сезоне 2009/2010 был признан лучшим оборонительным игроком команды, а также включён в символическую сборную лучших оборонительных игроков конференции Big 12 по версиям тренеров и спортивной прессы. В середине сезона 2009/2010 Аналитик ESPN Джей Байлас назвал Балбая одним из двух лучших оборонительных игроков на периметре в студенческом первенстве, отметив его умение прессинговать и выключать из игры разыгрывающих команды противника. В 2011 году Балбай был удостоен награды самому ценному студенту от Studyinamerica.com, которая ежегодно вручается лучшему студенту-иностранцу за успехи в учёбе, спорте и общественной деятельности. При вручении награды были отмечены лидерские качества Балбая в качестве игрока университетской баскетбольной команды, высокую академическую успеваемость и волонтёрство в благотворительных организациях в США и Турции.

## Профессиональная карьера
После окончания университета Балбай выставил свою кандидатуру на драфт НБА 2011 года, но не был выбран. В июле того же года он вернулся в Турцию и подписал трёхлетний контракт с клубом «Анадолу Эфес». В 2012 году Балбай был признан лучшим оборонительным игроком турецкой лиги, а также победил на конкурсе слэм-данков в рамках матча звёзд турецкой лиги. Он дважды забил сверху, перепрыгнув перед этим через партнёра по команде Синана Гюлера. В 2014 году Балбай был близок к тому, чтобы попробовать свои силы в Летней лиге НБА. С ним вёл переговоры клуб «Филадельфия Севенти Сиксерс», и несколько других клубов также проявляли к нему интерес. Однако летом 2014 года Балбай подписал с «Анадолу Эфес» новый контракт сроком на два года, исключивший его возможность участия в Летней лиге. В 2015 году Балбай вместе с командой выиграл Кубок Турции.

## Сборная
Балбай два года провёл в сборной Турции до 16 лет, выступал на чемпионате Европы 2005 года. Также два года он играл за сборную Турции для игроков не старше 18 лет, помог команде занять четвёртое место на чемпионате Европы 2006 года и восьмое на чемпионате Европы 2007. Со сборной до 19 лет Балбай выступал на чемпионате мира 2007 года, где турецкая сборная заняла седьмое место. В 2008 году он уже с командой до 20 лет принял участие в чемпионате Европы, на котором Турция стала четвёртой.
В 2013 году Балбай выступал уже за национальную сборную Турции, с которой стал победителем Средиземноморских игр, а также принял участие в проходившем в Словении чемпионате Европы, на котором турецкая сборная стала лишь 17-й.